# Gokyu Sho
Sho Gokyu (sinh ngày 11 tháng 6 năm 1983) là một cầu thủ bóng đá người Nhật Bản.

## Sự nghiệp câu lạc bộ
Sho Gokyu đã từng chơi cho Cerezo Osaka, Thespa Kusatsu, Sagawa Shiga, Yokohama FC, FC Machida Zelvia, SC Sagamihara và FC Osaka.